# Enczi Endre
Enczi Endre, született Eisler (Erzsébetfalva, 1902. október 18. – Párizs, 1974. szeptember 8.) József Attila-díjas (1952) költő, író, újságíró.

## Élete
Eisler Jenő (1868–1944) tőzsdés és Grosz Etelka fia. Pályája elején verseskötetei, később elbeszélései, regényei jelentek meg. A háború előtt a kommunista párt tagjaként baloldali orgánumokban publikált. 1955-56-ban a budapesti Irodalmi Újság szerkesztője volt. Az 1956-os forradalom bukása után Nyugatra menekült. Az ott újra kiadott Irodalmi Újság segédszerkesztője volt. Emigráns lapok közölték írásait.

## Magánélete
Felesége 1935 és 1938 között Loránd Ilona volt, akit 1935. augusztus 4-én vett nőül. Házasságuk válással végződött.

## Főbb művei
- Orchester, versek, 1921
- Lombik, versek, 1922
- Nyugati különítmény, regény, 1932
- A 12 oldalas ítélet, regény, 1933
- Az inotai fény, elbeszélések, 1951
- Helyszíni vizsgálat, regény, 1954
- Úristen! Az ábécé minden betűje..., regény, Washington, 1968.

## Szakirodalom
- Tűz Tamás: Rendszer a tükörben. Katolikus Szemle 1969.